# Günter Holwas
Günter Holly Holwas (* 12. Mai 1950 in Mahlsdorf, Ost-Berlin; † 11. Mai 2014 in Tauperlitz) war ein deutscher Bluesmusiker und zusammen mit Pfarrer Rainer Eppelmann einer der beiden Initiatoren der Blues-Messen in Ost-Berlin.

## Leben und Wirken
Holwas, dessen Vater Musiker war, wurde in Berlin-Mahlsdorf geboren und wuchs in Berlin-Köpenick auf. Schon frühzeitig entdeckte er sein Interesse an der Musik, verspürte aber keinen Drang Berufsmusiker zu werden. Kurz nachdem er sich der Beatband Rentas angeschlossen hatte, erfolgte seine Verurteilung wegen Rowdy- und Bandentums. Nach Verbüßung der Haftstrafe arbeitete er als Kranführer im Kraftwerk Klingenberg und später als Arbeiter beim Altstoffhandel. Mit 19 Jahren war er bereits Vater geworden und 1970 wurde seine zweite Tochter geboren.
Ab der Geburt seiner zwei Töchter änderte sich sein Leben. Die Zeit nutzte er um sich autodidaktisch das Gitarrenspiel beizubringen. Inspiriert durch die umfangreiche Plattensammlung eines Freundes widmete er sich dem Blues. John Lee Hooker, B.B. King und Muddy Waters wurden seine musikalischen Vorbilder. 1975, als 25-Jähriger, ereilte ihn die Einberufung zur Nationalen Volksarmee. Holwas, der sich später selbst als der geborene Provokateur bezeichnete, verweigerte den Wehrdienst. Sein Entschluss Bausoldat zu werden, entsprang seiner Abneigung gegen jegliche Form von Autorität. Holwas versah seinen Dienst als Gärtner auf dem Grundstück von Admiral Waldemar Verner in Bad Saarow, dem damaligen Stellvertreter des Ministers für Nationale Verteidigung in der DDR. Mit Unterstützung Verners und seiner damaligen Frau wurde Holwas nach einjähriger Dienstzeit vorzeitig entlassen.
Zurückgekehrt gründete er Hollys Bluesband. Ihren ersten Auftritt hatte die Band 1978 in der Umbauphase während eines Konzertes mit Engerling und der Hansi Biebl Band im Kino Vorwärts in Berlin-Karlshorst. Weitere Auftritte in der Ost-Berliner Bluesszene folgten.
Auf der Suche nach alternativen Auftrittsmöglichkeiten traf Holwas auf den Pfarrer Rainer Eppelmann, auch ein ehemaliger Bausoldat, und es entstand die Idee von den Blues-Messen. Holwas bot Eppelmann an die Kirche zu füllen und den Erlös einem kirchlichen Kinderheim zu spenden. Zur ersten Bluesmesse am 1. Juni 1979 machte er sein Versprechen wahr und mobilisierte in kürzester Zeit über zweihundert Blueser. In den Jahren von 1979 bis 1986 entwickelten sich die Blues-Messen zu einer spezifischen Form der Opposition in der DDR. Bereits 1980 löste sich seine Band wieder auf. Peter Pabst gründete die Jonathan Blues Band. Holwas und Plant traten fortan als Duo auf. Als einer der Organisatoren der Blues-Messen war Holwas zwangsläufig in das Visier des Ministeriums für Staatssicherheit geraten. Mit Versprechen, Druck und Repressalien versuchte man ihn zur Beendigung der Veranstaltungen zu bewegen. Schließlich erteilte man ihm am 31. Juli 1981 ein lebenslanges Auftrittsverbot. Demonstrativ stellte Holwas daraufhin am 13. August 1981, dem 20. Jahrestages der Errichtung der Berliner Mauer, einen Ausreiseantrag und verließ am 27. November 1981 die DDR nach West-Berlin.
Holwas, für den die Bundesrepublik Deutschland keine Alternative zum Leben in der DDR darstellte, ging nach Kanada, wo er sich als Bluesmusiker durchschlug, u. a. als Begleitmusiker von Otis Rush und Carey Bell. Da er allein von der Musik nicht leben konnte, arbeitete er nebenher als Trucker. 1991 besuchte er zum ersten Mal das wiedervereinigte Deutschland. Schockiert darüber, wie schnell seine ostdeutschen Landsleute dem Konsumrausch erlegen waren, kehrte er zurück nach Kanada und lebte in einer Hippiekommune nördlich von Toronto in Ontario. 1995 brach er während eines Konzertes auf der Bühne zusammen. Drei Jahre später, nach dem dritten Herzinfarkt, folgte er dem Rat seiner Ärzte, änderte sein Leben und wurde von seiner Tochter zurück nach Deutschland geholt.
Anlässlich des 25. Jahrestages der ersten Blues-Messe fand am 22. Oktober 2005 in der Berliner Samariterkirche die Gedenkveranstaltung Blues für Ost-Berlin statt, auf der Holwas erstmals wieder auftrat. Inzwischen hat er Hollys Bluesband neu ins Leben gerufen und trat u. a. während des 12. Köpenicker Blues und Jazz Festival in Berlin auf. Am 31. August 2007 kam es in der Osterkirche in Berlin-Wedding unter dem Namen The Freedom Concert zu einer Neuauflage der Blues-Messe mit Günter Holwas.
In den Songs Berlin, Berlin, What Do You Want from Me, When I Find that Woman und I Cry auf seinem 1994er Album Made in Toronto verarbeitete Holwas seine Lebensgeschichte.